# 33376 Меді
33376 Меді (33376 Medi) — астероїд головного поясу, відкритий 6 лютого 1999 року.
Тіссеранів параметр щодо Юпітера — 3,637.